# Gråbröstad storsvala
Gråbröstad storsvala (Progne chalybea) är en fågel i familjen svalor inom ordningen tättingar. Arten har ett stort utbredningsområde och förekommer från Mexiko söderut till nordöstra Argentina. Beståndet anses vara livskraftigt.

## Utseende och läten

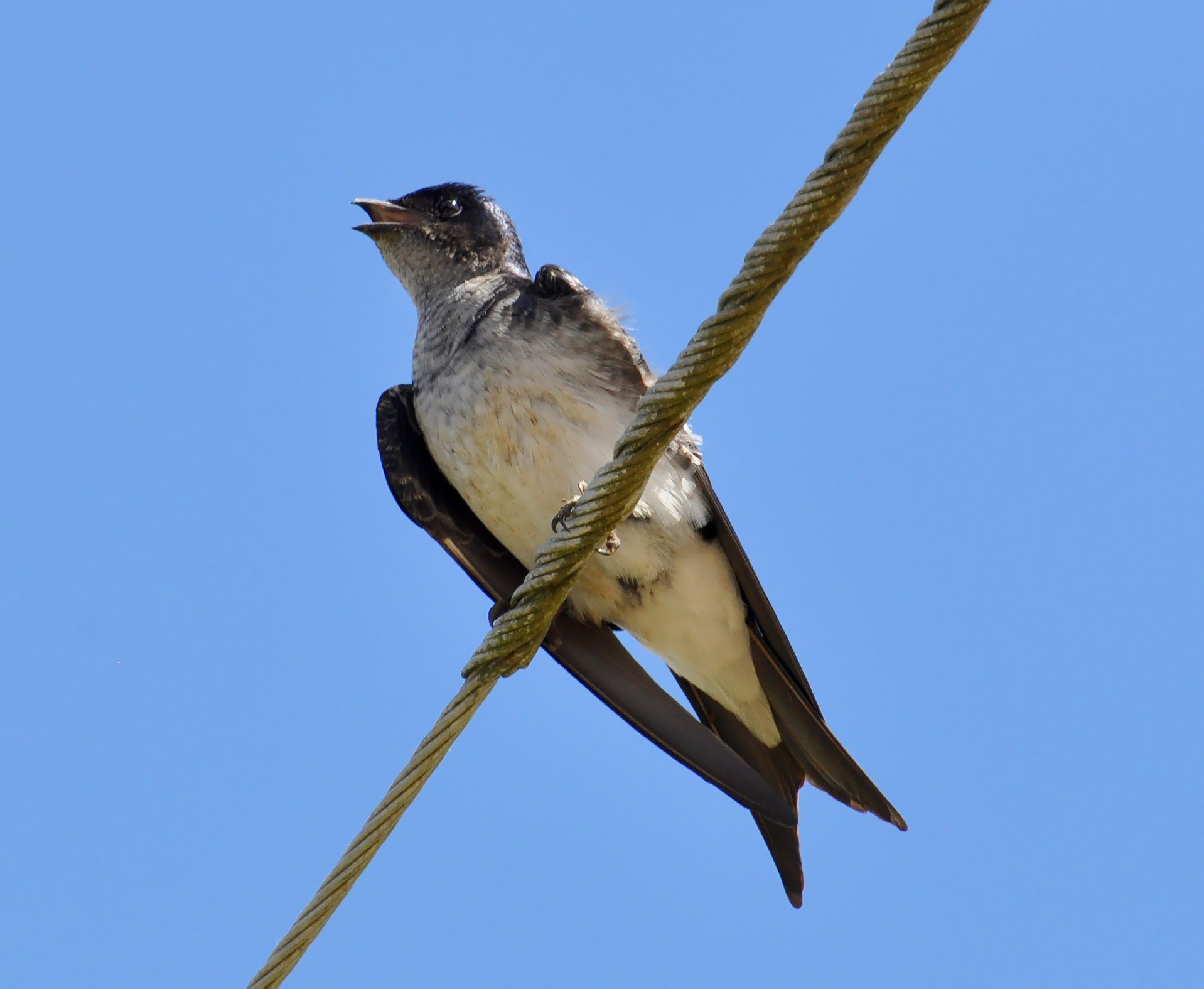

Gråbröstad storsvala är just en stor svala med en kroppslängd på 18–19 cm. Ovansidan är stålblå, hanen mer glänsande än honan. Undertill är den gråbrun på strupe och bröst medan buken är vitaktig, ibland med viss streckning. Sydliga fåglar är något större än nordliga. Sången är gurglande och bland lätena hörs bland annat ett som i engelsk litteratur återges "cheur".

## Utbredning och systematik
Gråbröstad storsvala delas in i tre underarter med följande utbredning:
- Progne chalybea warneri – förekommer i kustnära västra Mexiko (Sinaloa till Chiapas)
- Progne chalybea chalybea – förekommer från östra Mexiko (södra Tamaulipas) till norra Argentina och Brasilien
- Progne chalybea macrorhamphus – förekommer från östra Bolivia och östra Brasilien till Paraguay, Uruguay och nordöstra Argentina

Fågeln har tillfälligt påträffats i USA.
Arten har hybridiserat med sydlig storsvala (P. elegans) och genetiska studier visar att sydliga populationer står närmare sydlig stormsvala än nordliga populationer.

## Levnadssätt
Gråbröstad storsvala är en vanlig fågel i olika typer av öppna områden som låglänt öppen skogsmark, savann, gläntor, hyggen, kustnära mangroveträsk, jordbruksbyggd och kring bebyggelse. Den ses ofta flyga rätt högt upp, på jakt efter insekter. Studier från Venezuela visar att födan till hälften består av steklar, framför allt flygmyror.
Gråbröstad storsvala häckar enskilt eller i lösa kolonier, i Mexiko huvudsakligen mellan februari och augusti, i Centralamerika och norra Sydamerika från månadsskiftet mars–april till månadsskiftet juni–juli och i södra Sydamerika september–december. Boet placeras under takfoten på byggnader, i skogsområden även i naturliga bohål i träd. Efter häckning och vid nattkvist kan den forma mycket stora flockar, ibland med tusentals individer.

## Status och hot
Arten har ett stort utbredningsområde och en stor population med stabil utveckling. IUCN kategoriserar därför arten som livskraftig (LC). Världspopulationen uppskattas till mellan fem och 50 miljoner individer.

## Namn
Gråbröstade storsvalans vetenskapliga artnamn chalybea betyder "stålaktig".